# ウェルカムTV
『ウェルカムTV』（ウェルカムテレビ）は、2009年10月18日から2010年9月4日までテレビ東京・吉本興業・KYORAKU吉本.ホールディングス（吉本興業とKYORAKUが共同で設立した会社）の共同制作により、テレビ東京系列（一部独立UHF局を含む）で放送されていたバラエティ番組である。ハイビジョン制作。

## 概要
2009年秋改編で日曜23:24枠に放送されていた『neo sports』が22:54枠 に繰り上がったことに伴いスタートした番組。2010年3月までは『スター見つけちゃいました!ウェルカムTV』と称され、「完全脱力系スター発掘番組」という副名称が冠されていた。しかし、4月からこの枠に石川遼が出演するゴルフ番組『石川遼スペシャル RESPECT 〜ゴルフを愛する人々へ〜』が投入される事により、放送時間も3月まで『テガミバチ』を放送していた時間に移動し、『みんなでスターを作っちゃおう!ウェルカムTV』と改題され、放送時間も5分短縮された。なお、テレ東の日曜23時台後半枠におけるバラエティ番組路線は、2023年9月期放送の『ひとりメシ 〜ひとりだけどひとりじゃない〜』まで13年5カ月間存在しなかった。
「みんなでスターを作っちゃおう!」に基づき、MCアイドルのブログやTwitterなどを通じて視聴者の皆様と共にスターを応援・発掘していくバラエティ番組である。なお、「スター見つけちゃいました!」の時はM-1グランプリチャンピオンの芸人ナビゲーターが新しいアイドル候補を発掘するオーディション型の構成だった。
回によっては、広村美つ美や松川佑依子の様にアイドル候補者の仕事に密着するコーナーが放送される場合がある。
2010年5月1日より若干のリニューアルを行い、現在のキャッチフレーズに相応しいスタイルとなった。同時に地上アナログ放送においてレターボックス放送を開始した。
2010年9月4日をもって終了となり、番組出身のrhythmicの密着は後番組の『スター姫さがし太郎』に継続したが、2011年9月24日に終了した。

## 出演者

### MC
- ブラックマヨネーズ（小杉竜一・吉田敬）
- NON STYLE（石田明・井上裕介）

### レギュラー
- 山崎弘也（アンタッチャブル）
- 益若つばさ

### 準レギュラー
- 秋山竜次（ロバート）
- 山里亮太（南海キャンディーズ）
- 山崎静代（同上）

#### 過去のレギュラー
- 柴田英嗣（アンタッチャブル）

### MCアイドル（5月1日～）
- 広村美つ美 - 犬ドル。
- 松川佑依子 - 吉ドルオーディションで落選した。
- カリフォルニア小町 - 自称○○アイドルオーディションで「組体操アイドル」として出場した。現在、世界各国の人々にパフォーマンスを披露するために写真集作りを行っている。
- 佐藤あずさ - 自称○○アイドルオーディションで 「笛アイドル」として出場した。
- 増田ひろ子 - ダンス&ボーカルオーディションでボーカル候補として出場したが、落選した。2010年5月22日よりUstreamで「ますだちゃんねる」を開局している。
- rhythmic

### 進行
テレビ東京のアナウンサーが担当する。
- 松丸友紀（第5・7〜11回・14回～）
- 相内優香（第1〜3回）

第4回は進行役の出演がなく、第6回はホラドル候補生の剣持ゆきこが担当した。また、第11回は番組マスコットアニマルの募集（益若がアニマル候補を担当）を行うために、犬ドルの広村美つ美と愛犬のビリーが担当した。第13・14回も広村が担当した。

### ナレーター
- 西川真美（第1～16回）
- 前田真理子（テレビ東京アナウンサー）（第17～24・34回）
- 前田海嘉（同上）（第25～33回）

## エピソード
- 2009年10月18日に放送された「俺（吉田）の彼女になったらオーディション」は、候補者が1人紹介されたものの、その候補者は不合格となった。
- 2009年11月29日と12月6日に放送された「細マッチョアイドルオーディション」は、NON STYLEの石田を含めて9人の男芸人が出場したが、全員不合格となり、ユニットを結成する事ができなかった。
- 2009年12月13日と20日に放送された「自称○○アイドルオーディション」は、一芸を披露してから審査を行うことから、『イツザイ』の「インディーズ芸人オーディション」に相当した。
- 2010年1月3日は、23時から1時間の拡大スペシャルとして、2010年注目のアイドル特集と吉ドルオーディションが放送された。吉ドルオーディションは、約1,000人の候補者の中から13人の占い師による書類審査によって4人の候補者を絞り、その4人がなぎ正明による手相占い審査を行った後、2人による最終審査を行った結果、下茜音が吉ドルに選ばれた。
  - また、同年3月28日にも1時間の拡大スペシャル[3]が放送され、「自称○○アイドル」のブログでアクセス回数ランキング1位を獲得したカリフォルニア小町がゲスト出演し、「自称○○アイドル発表会」を開催した。ここで登場したアイドルはすべて沖縄国際映画祭に出品された。
- 2010年1月10日と17日に放送された「ホラドルオーディション」には、レギュラー出演者の益若つばさと犬ドルの広村美つ美、吉ドル落選者の松川佑依子、自称○○オーディション落選者の相沢香澄も挑戦していた。
- 2010年1月17日は、松川佑依子がお好み焼きチェーン店「道とん堀」のキャンペーンガールとしての依頼を受けるのに合わせ、出演者の中から2組4人によるオリジナルお好み焼き対決も放送された。結果は益若・山崎ペアの勝利で、2人が作ったお好み焼きは「道とん堀」のスペシャルメニューに出される事になった。
- 2010年3月14日は、山崎裕也・井上裕介・松川佑依子・広村美つ美が東京ガールズコレクションに出演した時の模様が放送された。同イベントで、山崎・松川ペアが美女と野獣、井上・広村ペアがナルシストをテーマにしたコラボステージが行われた。
- 2010年6月19日から7月3日まで行われた「グリコジャイアントカプリコ PRガールズオーディション」では、奥平哲子と麻友美が合格した。この2人はPRガールズとなり、Web限定のCMに出演された。CMには増田ひろ子も出演し、オリジナル曲の「ドンマイ!!!」も流れている。なお、同オーディションに落選した今野朱莉・悠莉は後に「アイドルが芸人宅で水着に着替えたら…プロジェクト」に参加した。

## ダンス&ボーカルオーディション
- 2010年2月7日から4月24日まで実施された、番組の一大的プロジェクトだった。
- 4人のダンサーと1人のボーカリストを選出させると共に、PaniCrewの中野智行らを審査員に迎え、約1,000組の応募者から厳しい審査を経て、下記のメンバーが合格した。
  - ダンサー：山下詩織、大門弥生、小林愛美、小谷麻梨香
  - ボーカリスト：高田由香
- ダンサーとボーカリストの合格の合間である、4月17日と24日に「沖縄スペシャル」を企画した。
- ユニット名などを視聴者から募集していたが、4月24日の放送の最後でユニット名が「rhythmic」に決定した。
- 5月1日の放送で、初めて番組でのライブが公開された。なお、同月29日のライブの時には、高田由香の母である厚子がスタジオにゲスト出演した。
- 7月10日に放送されたプレミアムライブでは、NON STYLEの石田が鮎調理ショーを、増田ひろ子がマジックショーを披露した。
- rhythmicのCDデビュー後、7月31日から他のウェルカムアイドルのCDデビュープロジェクトが行われている。

## ネット局
| 放送対象地域   | 放送局                | 系列           | 放送日時           | 備考                                                   |
| -------------- | --------------------- | -------------- | ------------------ | ------------------------------------------------------ |
| 関東広域圏     | テレビ東京 （制作局） | テレビ東京系列 | 土曜 22:55 - 23:20 | 同時ネット 2010年3月28日まで日曜23:30 - 月曜0:00に放送 |
| 北海道         | テレビ北海道          | テレビ東京系列 | 土曜 22:55 - 23:20 | 同時ネット 2010年3月28日まで日曜23:30 - 月曜0:00に放送 |
| 愛知県         | テレビ愛知            | テレビ東京系列 | 土曜 22:55 - 23:20 | 同時ネット 2010年3月28日まで日曜23:30 - 月曜0:00に放送 |
| 大阪府         | テレビ大阪            | テレビ東京系列 | 土曜 22:55 - 23:20 | 同時ネット 2010年3月28日まで日曜23:30 - 月曜0:00に放送 |
| 岡山県・香川県 | テレビせとうち        | テレビ東京系列 | 土曜 22:55 - 23:20 | 同時ネット 2010年3月28日まで日曜23:30 - 月曜0:00に放送 |
| 福岡県         | TVQ九州放送           | テレビ東京系列 | 土曜 22:55 - 23:20 | 同時ネット 2010年3月28日まで日曜23:30 - 月曜0:00に放送 |
| 岐阜県         | 岐阜放送              | 独立UHF局      | 土曜 22:55 - 23:20 | 同時ネット 2010年4月17日放送開始                       |
| 奈良県         | 奈良テレビ            | 独立UHF局      | 日曜 23:30 - 23:55 | 8日遅れ 2010年3月28日まで同時ネット                    |

## 歴代エンディングテーマ
- 超新星「promise」（2009年10月18日～12月27日）
- 杉谷愛「砂時計」（2010年1月3日～3月28日）
- 高野健一「桜ひらり」（2010年4月3日～5月29日）
- rhythmic「キミに伝えたくて」（2010年6月5日～9月4日）

## スタッフ
- 構成：たちばなひとなり、塩野智章、大塚博信、樅野太紀、ビル坂恵
- 技術：近藤剛史（テレビ東京）
- カメラ：藤本茂樹
- 映像：小峰信彦
- 音声：久保田優
- 照明：小林瑞雪
- 美術：薬王寺哲朗
- デザイン：小野清菜
- イラスト：堀（メメ）
- メイク：山田かつら
- 編集：曽根隼一
- MA：佐藤卓也
- 音効：佐藤卓嗣
- 編成：今井豪（テレビ東京）
- 番宣：岡仁（テレビ東京）
- デスク：野中優（テレビ東京）
- 協力スタッフ：齋藤隆行、中川聡之、千賀亘人、剱持嘉一（ショウコード）、上妻正純、大山学美
- ディレクター：田川裕也・長坂信行(BACK-UP)、馬場省吾、及川桂一（極東電視台）
- 演出：大場剛（極東電視台）
- 総合演出：堤本幸男(BACK-UP)
- 制作プロデューサー：金子優（テレビ東京）、沖本翔子（よしもとクリエイティブ・エージェンシー）、今滝陽介(BACK-UP)、早瀬志都加（極東電視台）
- プロデューサー：伊藤隆行・宮川幸二（テレビ東京）、木村泰大・生沼教行（KYORAKU吉本.ホールディングス）、竹本夏絵（よしもとクリエイティブ・エージェンシー）
- 技術協力：テクノマックス、麻布プラザ、ふなや、デジデリック、スウィッシュ・ジャパン
- 美術協力：テレビ東京アート、東京衣裳、テレフィット、サンフォニックス、東宝舞台、ナカムラ綜美
- 協力：バックアップメディア、ヴィズミック、極東電視台、ショウコード、BEEPS
- 制作協力：吉本興業、KYORAKU吉本.ホールディングス
- 製作著作：テレビ東京